# 白いクリスマス
「白いクリスマス」（しろいクリスマス）は、JUN SKY WALKER(S)の3枚目のシングル。

## 概要
- 松下電器（Panasonic）「CDラジカセ」のCMソング。
- 当初は8cmCDを12cmパッケージに入れた特別仕様としてリリースされた。1年後の1990年には、通常の短冊型の8cmシングルとして発売されている。
- 2012年現在、唯一のシングル1位獲得曲である。
- 2005年、175Rがシングル「シャイン、光の道しるべ/白いクリスマス」でカバーしている。

## 収録曲
1. 白いクリスマス(5:45)
（作詞：宮田和弥　作曲：森純太　編曲：JUN SKY WALKER(S)）
2. EVE & LOVE(4:03)
（作詞・作曲：宮田和弥・森純太　編曲：JUN SKY WALKER(S)）